# Daniel Jones (skladatel)
Daniel Jenkyn Jones, OBE (7. prosince 1912 Pembroke, Wales – 23. dubna 1993 Swansea, Wales) byl velšský hudební skladatel. Pocházel z hudební rodiny, jeho otec byl skladatel a matka zpěvačka. V letech 1924–1931 navstěvoval střední školu ve Swansea. Zde se díky zálibám nejen v hudbě, ale i v literatuře, začal přátelit s Dylanem Thomasem. Po ukončení studií na střední škole začal studovat literaturu na Swansea University a roku 1935 přešel na Royal Academy of Music, kde do roku 1938 studoval hudbu.
V roce 1968 získal Řád britského impéria.